# HD 60532
HD 60532 – gwiazda w gwiazdozbiorze Rufy, należąca do typu widmowego F. Znajduje się około 83 lata świetlne od Ziemi. Wokół gwiazdy krążą dwie znane planety.

## Układ planetarny
Wokół tej gwiazdy krążą dwa gazowe olbrzymy, odkryte w 2008 roku. Planety łączy rezonans orbitalny 3:1 – wewnętrzna planeta okrąża gwiazdę trzykrotnie na każde okrążenie zewnętrznego obiektu. W tabeli podane są masy minimalne planet. Wyznaczony kąt nachylenia orbit planet do nieboskłonu równy 20° pozwala obliczyć, że są to obiekty o dużych masach rzeczywistych, równych odpowiednio 9,21 i 21,8 MJ.